# Anacanthotermes iranicus
Anacanthotermes iranicus es una especie de termita cosechadora del género Anacanthotermes, de la familia Hodotermitidae, orden Blattodea. Fue descrita por Ravan & Akhtar en 1993.
Se distribuye por Asia: Irán. Fue publicada en Ravan, S. & Akhtar, M.S. (1993) A new termite from Iran. Proceedings of the Pakistan Congress of Zoology, 13, 555–560.